# スペイン南部地震
スペイン南部地震（スペインなんぶじしん）は、スペインムルシア州ロルカを震源として、2011年5月11日18時47分（CEST）に発生した、モーメントマグニチュード5.1の直下型地震である。ロルカ地震ともいう。
本震の揺れはアルメリア県、アルバセテ県、グラナダ県、ハエン県、マラガ県、アリカンテ県、シウダ・レアル県、マドリードでも感じられた。17時5分にはモーメントマグニチュード4.5の前震があった。余震も複数回発生し、22時37分に発生したモーメントマグニチュード3.9の余震が最大であった。ムルシア州はスペインの中では地震が多い地域であるが、今後大きな地震が発生する可能性は低いという。

## 概要

### 前震
2011年5月11日17時5分、モーメントマグニチュード4.5の前震が発生した。後にこの前震は本震と同じ断層を震源とするものであることが報告された。揺れはそれほど大きなものではなかったが、建物などの被害が報告された。

### 本震

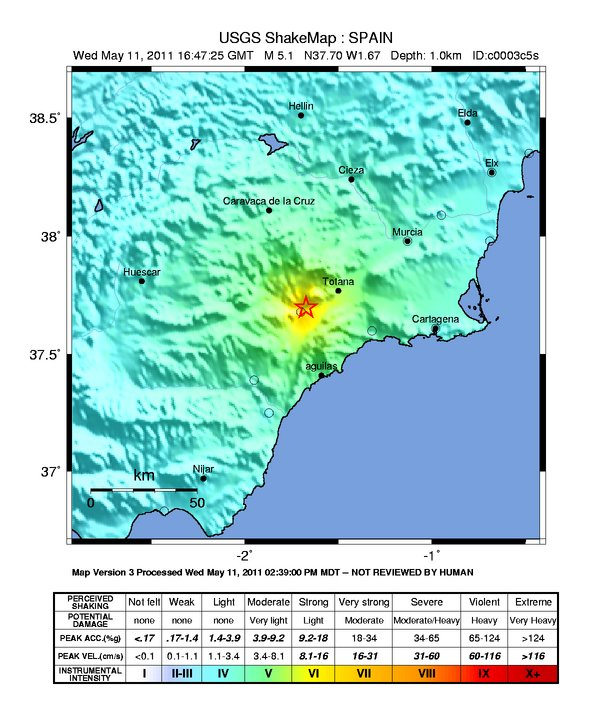
アメリカ地質調査所発表の震度分布図

本震は5月11日18時47分、ロルカの北東約2.5キロメートルを震源として発生した。震源の深さは3キロメートル。全域で人間が感じることができるほどの揺れがあったわけではないが、ムルシア州を中心としてイベリア半島南東部全域で揺れが観測された。アフリカ大陸とスペインの間にある地中海でユーラシアプレートとアフリカプレートが沈み込んでおり、アルアマ・デ・ムルシア付近の断層が震源と見られる。この断層は40~50キロメートル程度の長さで、断層に近い地表が破壊されたのが確認されている。地震の規模についてアメリカ地質調査所は当初モーメントマグニチュード5.3と発表した。ヨーロッパ地中海地震センターはリヒターマグニチュード5.2と発表した。震源が浅かったため、マグニチュードの数字の割に大きな被害が発生した。震源に近いロルカではメルカリ震度階級VII、その周辺地域でもメルカリ震度階級Vを記録した。

### 余震
5月11日22時37分に発生したモーメントマグニチュード3.9の余震が最も大きな余震であった。6月27日1時33分までに合計134回の余震が報告されている。

### 主な地震
| 日付       | 時間 （CEST） | 震源                                                                       | 震源の深さ （km） | 規模 （MW） | 最大震度 （MM） | 備考         |
| ---------- | ------------- | -------------------------------------------------------------------------- | ----------------- | ----------- | --------------- | ------------ |
| 2011/05/11 | 17:05:13      | ロルカ北東 北緯37度42分15秒 西経1度40分52秒 / 北緯37.70417度 西経1.68111度 | 2                 | 4.5         | VI              |              |
| 2011/05/11 | 17:21:01      | ロルカ東 北緯37度40分16秒 西経1度39分2秒 / 北緯37.67111度 西経1.65056度    | 10                | 2.6         | -               |              |
| 2011/05/11 | 18:47:25      | ロルカ北東 北緯37度41分41秒 西経1度40分32秒 / 北緯37.69472度 西経1.67556度 | 3                 | 5.1         | VII             | 本震         |
| 2011/05/11 | 18:53:15      | ロルカ東 北緯37度39分50秒 西経1度38分1秒 / 北緯37.66389度 西経1.63361度    | 11                | 2.8         | -               |              |
| 2011/05/11 | 21:28:18      | ロルカ北東 北緯37度43分21秒 西経1度39分51秒 / 北緯37.72250度 西経1.66417度 | 2                 | 2.9         | -               |              |
| 2011/05/11 | 22:37:45      | ロルカ北東 北緯37度41分38秒 西経1度39分10秒 / 北緯37.69389度 西経1.65278度 | 4                 | 3.9         | IV              | 最も強い余震 |
| 2011/05/11 | 22:44:06      | ロルカ東 北緯37度41分46秒 西経1度36分35秒 / 北緯37.69611度 西経1.60972度   | 11                | 2.7         | -               |              |
| 2011/05/13 | 23:08:37      | ロルカ東 北緯37度41分7秒 西経1度39分48秒 / 北緯37.68528度 西経1.66333度    | 6                 | 2.6         | III             |              |
| 2011/05/14 | 02:49:32      | ロルカ北東 北緯37度41分37秒 西経1度39分57秒 / 北緯37.69361度 西経1.66583度 | 4                 | 2.8         | III             |              |
| 2011/05/14 | 23:10:25      | ロルカ南東 北緯37度39分56秒 西経1度40分13秒 / 北緯37.66556度 西経1.67028度 | 5                 | 2.9         | III             |              |
| 2011/05/14 | 23:54:35      | ロルカ東 北緯37度40分27秒 西経1度39分51秒 / 北緯37.67417度 西経1.66417度   | 4                 | 2.7         | III             |              |
| 2011/05/15 | 02:03:03      | ロルカ南東 北緯37度39分53秒 西経1度39分59秒 / 北緯37.66472度 西経1.66639度 | 7                 | 2.8         | III             |              |

## 被害

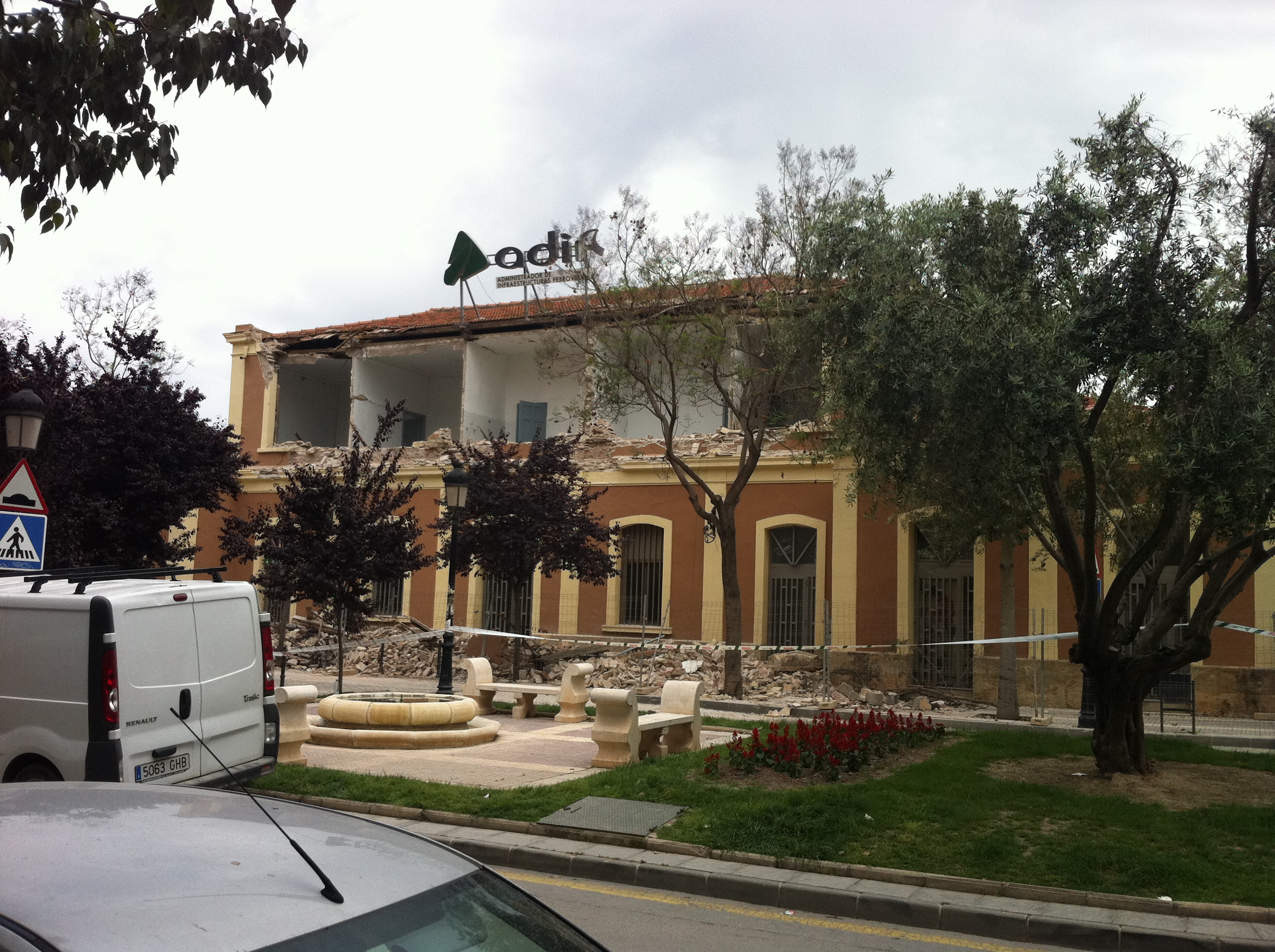
地震の被害を受けたロルカ・ストゥジェーナ駅。

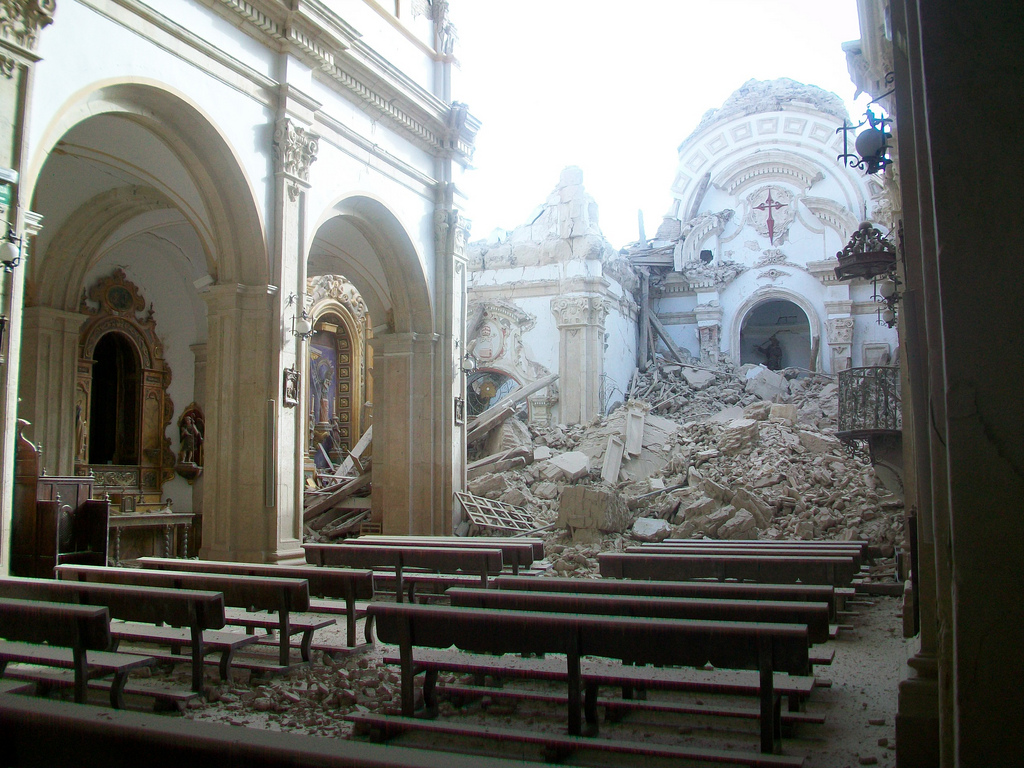
地震によって倒壊したサンティアゴ教会。

人的な被害は死者9人、負傷者167人、重傷者3人であった。建造物の被害について、ロルカ市のフランシスコ・ホダル市長によると、地域の住宅のうち約80%が何らかの被害を受けた。またロルカ城をはじめとして33の文化遺産が被害を受けた。ムルシア州政府文化委員会のペドロ・アルベルト・クルスによると、ヨーロッパでこれほど文化遺産が被害を受けたのは1997年にイタリアで発生したアッシジ地震以来のことであるという。スペイン地質学協会のテナ・ダビラによると、地震自体は規模、震源ともに予測の範囲内であったが、ロルカは2000年以上の歴史を誇る古い都市であるため、中世やバロック時代に建てられた現代的な耐震構造を備えていない建築物が多く、そのため被害がここまで拡大したという。

ロルカ市の主な被害
震源、 建物の被害、 死者